# Primi ministri dell'Impero austriaco
La carica di primo ministro dell'Impero (detta anche Ministerpräsident, ovvero, tradotto letteralmente in italiano: "presidente dei ministri") fu una carica utilizzata ininterrottamente dal capo effettivo del consiglio dei ministri austriaco dal 1848 al 1919.
È bene precisare che tale ufficio esisteva formalmente già dal 1804 quando per la prima volta venne nominato un "ministro di stato" che nel 1821 ottenne il titolo di «cancelliere», il cui unico insignito fu il celebre statista Metternich che può di fatto poi essere considerato il 1º Primo ministro dell'Impero austriaco.
Con l'abolizione della monarchia in Austria (3 aprile 1919), il capo del governo della Repubblica d'Austria ottenne il titolo di "cancelliere federale" (in lingua tedesca: Bundeskanzler) ad eccezione degli anni che seguirono l'Anschluss.
Annotazioni
- Durante Impero austriaco
- Durante Impero austro-ungarico

## Impero austriaco
| N° | Immagine       | Primo Ministro                        | Mandato          | Mandato                  | Sovrano                          | Partito politico | I. |
| N° | Immagine       | Primo Ministro                        | Inizio           | Fine                     | Sovrano                          | Partito politico | I. |
| -- | -------------- | ------------------------------------- | ---------------- | ------------------------ | -------------------------------- | ---------------- | -- |
| 1  |                | Johann Philipp von Stadion            | 6 agosto 1806    | 8 ottobre 1809           | Francesco I (1806–1835)          | Nessuno          |    |
| 2  |                | Klemens von Metternich                | 8 ottobre 1809   | 25 maggio 1821           | Francesco I (1806–1835)          | Nessuno          |    |
| 2  | 25 maggio 1821 | Klemens von Metternich                | 13 marzo 1848    | Ferdinando I (1835–1848) | Nessuno                          |                  |    |
| 3  |                | Franz Anton von Kolowrat-Liebsteinsky | 20 marzo 1848    | Ferdinando I (1835–1848) | 19 aprile 1848                   | Nessuno          |    |
| 4  |                | Karl Ludwig von Ficquelmont           | 19 aprile 1848   | Ferdinando I (1835–1848) | 4 maggio 1848                    | Nessuno          |    |
| 5  |                | Franz von Pillersdorf                 | 4 maggio 1848    | Ferdinando I (1835–1848) | 8 luglio 1848                    | Nessuno          |    |
| 6  |                | Anton von Doblhoff-Dier               | 8 luglio 1848    | Ferdinando I (1835–1848) | 18 luglio 1848                   | Nessuno          |    |
| 7  |                | Johann von Wessenberg-Ampringen       | 18 luglio 1848   | Ferdinando I (1835–1848) | 21 novembre 1848                 | Nessuno          |    |
| 8  |                | Felix Schwarzenberg                   | 21 novembre 1848 | 5 aprile 1852            | Francesco Giuseppe I (1848–1916) | Nessuno          |    |
| 9  |                | Karl Ferdinand von Buol-Schauenstein  | 11 aprile 1852   | 4 maggio 1859            | Francesco Giuseppe I (1848–1916) | Nessuno          |    |
| 10 |                | Johann Bernhard von Rechberg          | 21 agosto 1859   | 4 febbraio 1861          | Francesco Giuseppe I (1848–1916) | Nessuno          |    |
| 11 |                | Principe Ranieri Ferdinando d'Austria | 4 febbraio 1861  | 26 giugno 1865           | Francesco Giuseppe I (1848–1916) | Nessuno          |    |
| 12 |                | Alexander von Mensdorff-Pouilly       | 26 giugno 1865   | 27 luglio 1865           | Francesco Giuseppe I (1848–1916) | Nessuno          |    |
| 13 |                | Richard von Belcredi                  | 27 luglio 1865   | 7 febbraio 1867          | Francesco Giuseppe I (1848–1916) | Nessuno          |    |
| 14 |                | Friedrich Ferdinand von Beust         | 7 febbraio 1867  | 30 dicembre 1867         | Francesco Giuseppe I (1848–1916) | Nessuno          |    |

## Impero austro-ungarico
I primi ministri ottennero il titolo di Ministro presidente della Cisleitania.
| N° | Immagine | Primo Ministro                      | Mandato           | Mandato           | Sovrano                          | Partito politico                                      | I. |
| N° | Immagine | Primo Ministro                      | Inizio            | Fine              | Sovrano                          | Partito politico                                      | I. |
| -- | -------- | ----------------------------------- | ----------------- | ----------------- | -------------------------------- | ----------------------------------------------------- | -- |
| 1  |          | Karl von Auersperg                  | 30 dicembre 1867  | 24 settembre 1868 | Francesco Giuseppe I (1848–1916) | Partito Costituzionalista                             |    |
| 2  |          | Eduard Taaffe                       | 24 settembre 1868 | 15 gennaio 1870   | Francesco Giuseppe I (1848–1916) | Partito Costituzionalista                             |    |
| 3  |          | Ignaz von Plener                    | 15 gennaio 1870   | 1º febbraio 1870  | Francesco Giuseppe I (1848–1916) | Partito Costituzionalista                             |    |
| 4  |          | Leopold Hasner von Artha            | 1º febbraio 1870  | 12 aprile 1870    | Francesco Giuseppe I (1848–1916) | Partito Costituzionalista                             |    |
| 5  |          | Alfred Józef Potocki                | 12 aprile 1870    | 6 febbraio 1871   | Francesco Giuseppe I (1848–1916) | Partito Federalista                                   |    |
| 6  |          | Karl Sigmund von Hohenwart          | 6 febbraio 1871   | 30 ottobre 1871   | Francesco Giuseppe I (1848–1916) | Partito Federalista                                   |    |
| 7  |          | Ludwig von Holzgethan               | 30 ottobre 1871   | 25 novembre 1871  | Francesco Giuseppe I (1848–1916) | Nessuno                                               |    |
| 8  |          | Adolf von Auersperg                 | 25 novembre 1871  | 15 febbraio 1879  | Francesco Giuseppe I (1848–1916) | Partito Costituzionalista                             |    |
| 8  |          | Karl von Stremayr                   | 10 febbraio 1879  | 12 agosto 1879    | Francesco Giuseppe I (1848–1916) | Partito Costituzionalista                             |    |
| 9  |          | Eduard Taaffe                       | 12 agosto 1879    | 11 novembre 1893  | Francesco Giuseppe I (1848–1916) | Partito Costituzionalista poi Partito Federalista     |    |
| 10 |          | Alfred III di Windisch-Grätz        | 11 novembre 1893  | 19 giugno 1895    | Francesco Giuseppe I (1848–1916) | Partito Federalista                                   |    |
| 11 |          | Erich von Kielmansegg               | 19 giugno 1895    | 30 settembre 1895 | Francesco Giuseppe I (1848–1916) | Partito Federalista                                   |    |
| 12 |          | Kasimir Felix Badeni                | 30 settembre 1895 | 30 novembre 1895  | Francesco Giuseppe I (1848–1916) | Partito Federalista                                   |    |
| 13 |          | Paul Gautsch von Frankenthurn       | 30 novembre 1895  | 5 marzo 1898      | Francesco Giuseppe I (1848–1916) | Partito Socialista Cristiano                          |    |
| 14 |          | Franz von Thun und Hohenstein       | 5 marzo 1898      | 2 ottobre 1899    | Francesco Giuseppe I (1848–1916) | Partito Federalista                                   |    |
| 15 |          | Manfred von Clary-Aldringen         | 2 ottobre 1899    | 21 dicembre 1899  | Francesco Giuseppe I (1848–1916) | Nessuno                                               |    |
| 16 |          | Heinrich von Wittek                 | 21 dicembre 1899  | 18 gennaio 1900   | Francesco Giuseppe I (1848–1916) | Partito Socialista Cristiano                          |    |
| 17 |          | Ernest von Koerber                  | 18 gennaio 1900   | 31 dicembre 1904  | Francesco Giuseppe I (1848–1916) | Partito Costituzionalista                             |    |
| 18 |          | Paul Gautsch von Frankenthurn       | 1º gennaio 1904   | 2 maggio 1906     | Francesco Giuseppe I (1848–1916) | Partito Socialista Cristiano                          |    |
| 19 |          | Konrad zu Hohenlohe-Schillingsfürst | 2 maggio 1906     | 2 giugno 1906     | Francesco Giuseppe I (1848–1916) | Nessuno                                               |    |
| 20 |          | Max Wladimir von Beck               | 2 giugno 1906     | 15 novembre 1908  | Francesco Giuseppe I (1848–1916) | Nessuno                                               |    |
| 21 |          | Richard von Bienerth-Schmerling     | 15 novembre 1908  | 28 giugno 1911    | Francesco Giuseppe I (1848–1916) | Nessuno                                               |    |
| 22 |          | Paul Gautsch von Frankenthurn       | 28 giugno 1911    | 3 novembre 1911   | Francesco Giuseppe I (1848–1916) | Partito Socialista Cristiano                          |    |
| 23 |          | Karl von Stürgkh                    | 3 novembre 1911   | 21 ottobre 1916   | Francesco Giuseppe I (1848–1916) | Nessuno (Deutscher Nationalverband)                   |    |
| 24 |          | Ernest von Koerber                  | 21 ottobre 1916   | 20 dicembre 1916  | Francesco Giuseppe I (1848–1916) | Partito Costituzionalista (Deutscher Nationalverband) |    |
| 25 |          | Heinrich Clam-Martinic              | 20 dicembre 1916  | 23 giugno 1917    | Carlo I (1916–1918)              | Nessuno (Deutscher Nationalverband)                   |    |
| 26 |          | Ernst Seidler von Feuchtenegg       | 23 giugno 1917    | 27 luglio 1918    | Carlo I (1916–1918)              | Nessuno                                               |    |
| 27 |          | Max Hussarek von Heinlein           | 27 luglio 1918    | 27 ottobre 1918   | Carlo I (1916–1918)              | Partito Socialista Cristiano                          |    |
| 27 |          | Heinrich Lammasch                   | 27 ottobre 1918   | 11 novembre 1918  | Carlo I (1916–1918)              | Partito Socialista Cristiano                          |    |